# Křížová cesta (Dědov)
Zaniklá Křížová cesta v Horním Dědově na Náchodsku se nacházela ve stráni západně od obce.

## Historie
Křížová cesta v Horním Dědově (dnes Javor) byla tvořena kamennými kapličkami, kterých se dochovalo deset. Dnes jsou téměř všechny kapličky poraženy a jedna je rozlámaná. Jednotlivá zastavení leží ve stráni na zaniklé cestě.
Roku 1823 sjela ohnivá koule do jednoho skalního převisu a hned prý zase zmizela - údajně kulový blesk. Obyvatelé si to vyložili jako špatné znamení, aby odvrátili neštěstí byla postavena Křížová cesta. Procesí vycházelo od kříže, který do teď stojí vedle školy a byl obehnaný nízkým plotem. Cesta vedla místem, kde byl kulový blesk spatřen.

## Galerie

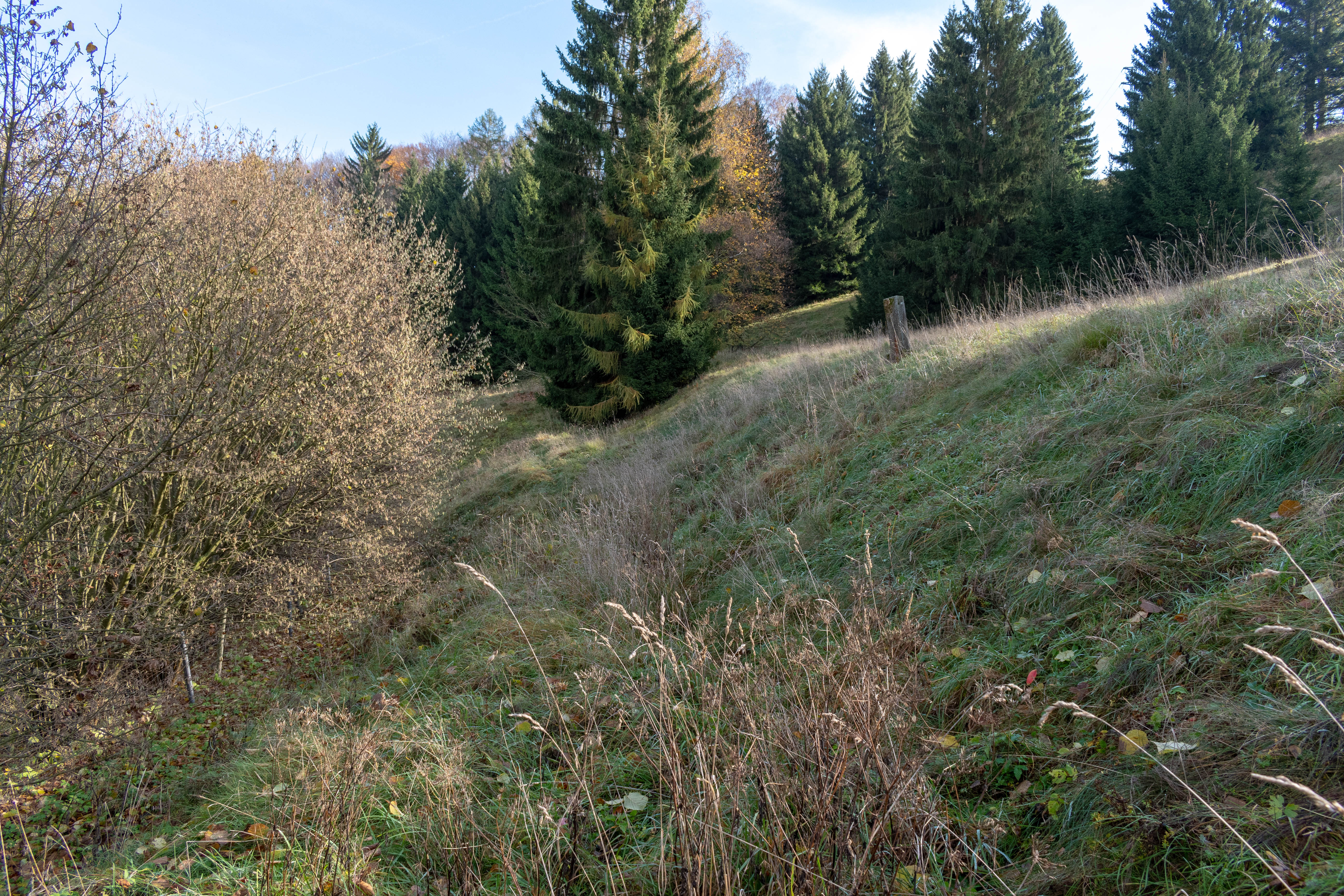
Zarůstající cesta
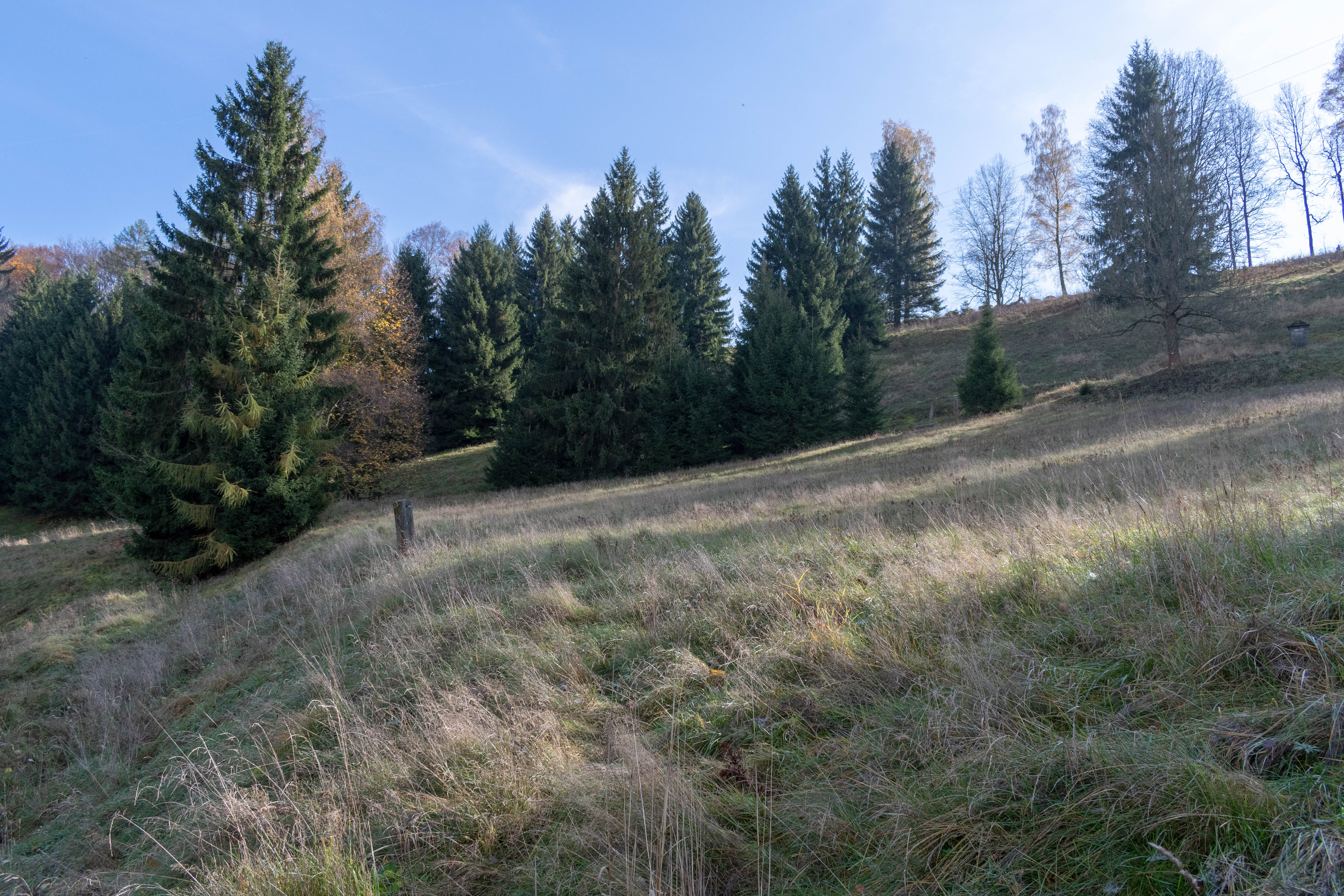
Zarůstající cesta (u smrku v popředí zahýbala vpravo a vedla okolo nižších smrků uprostřed snímku)
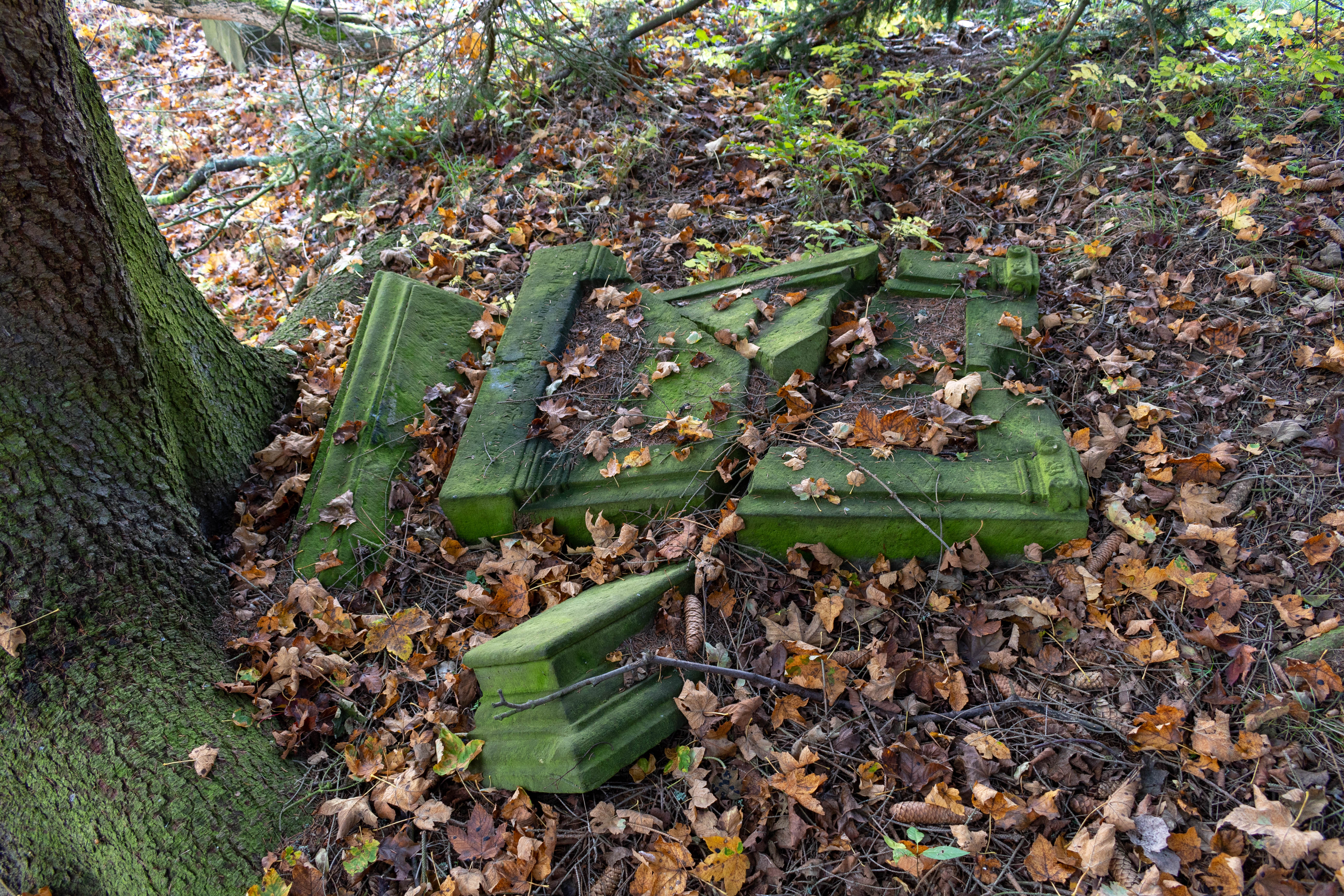
Rozbité zastavení
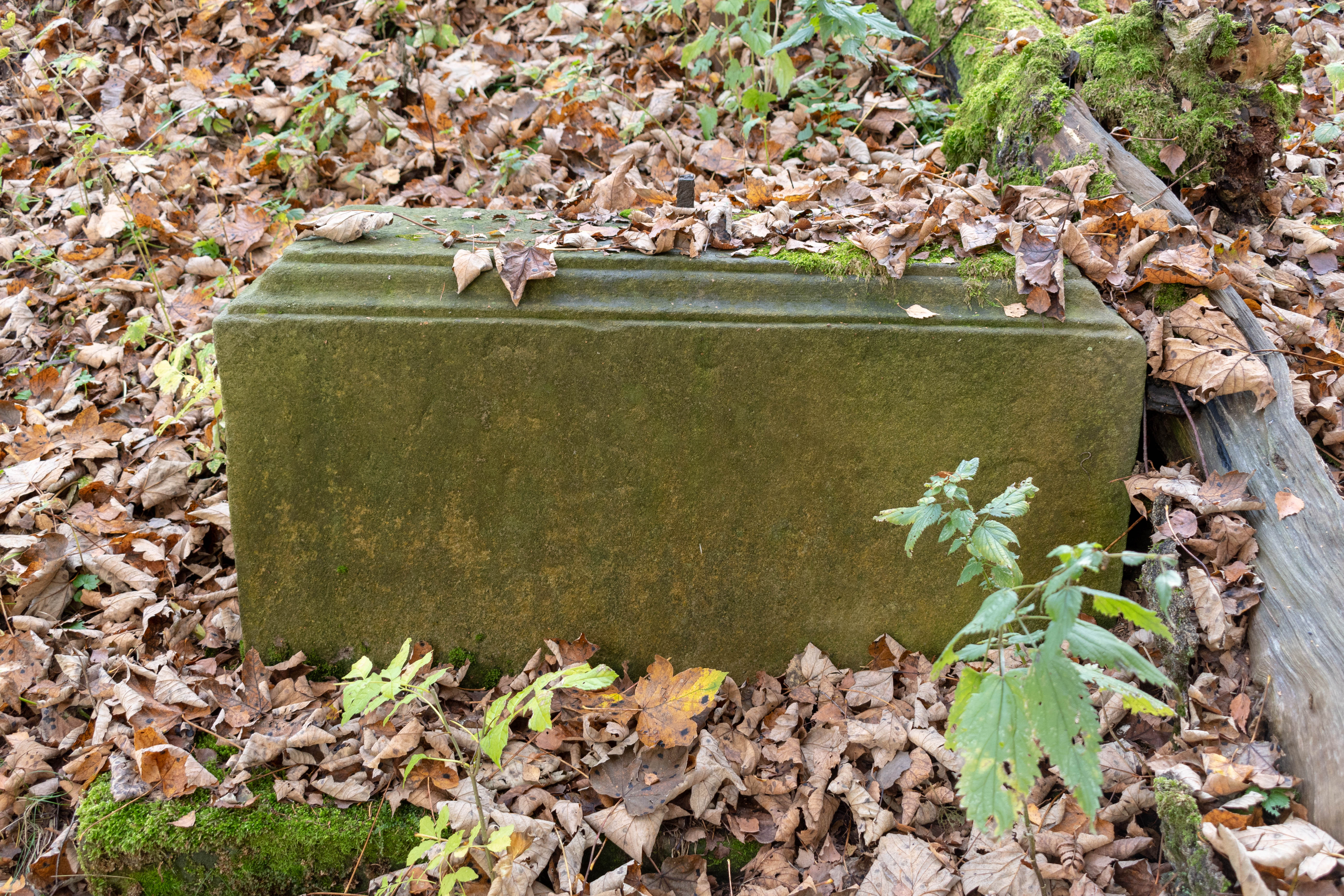
Z některých zastavení zbyl pouze podstavec
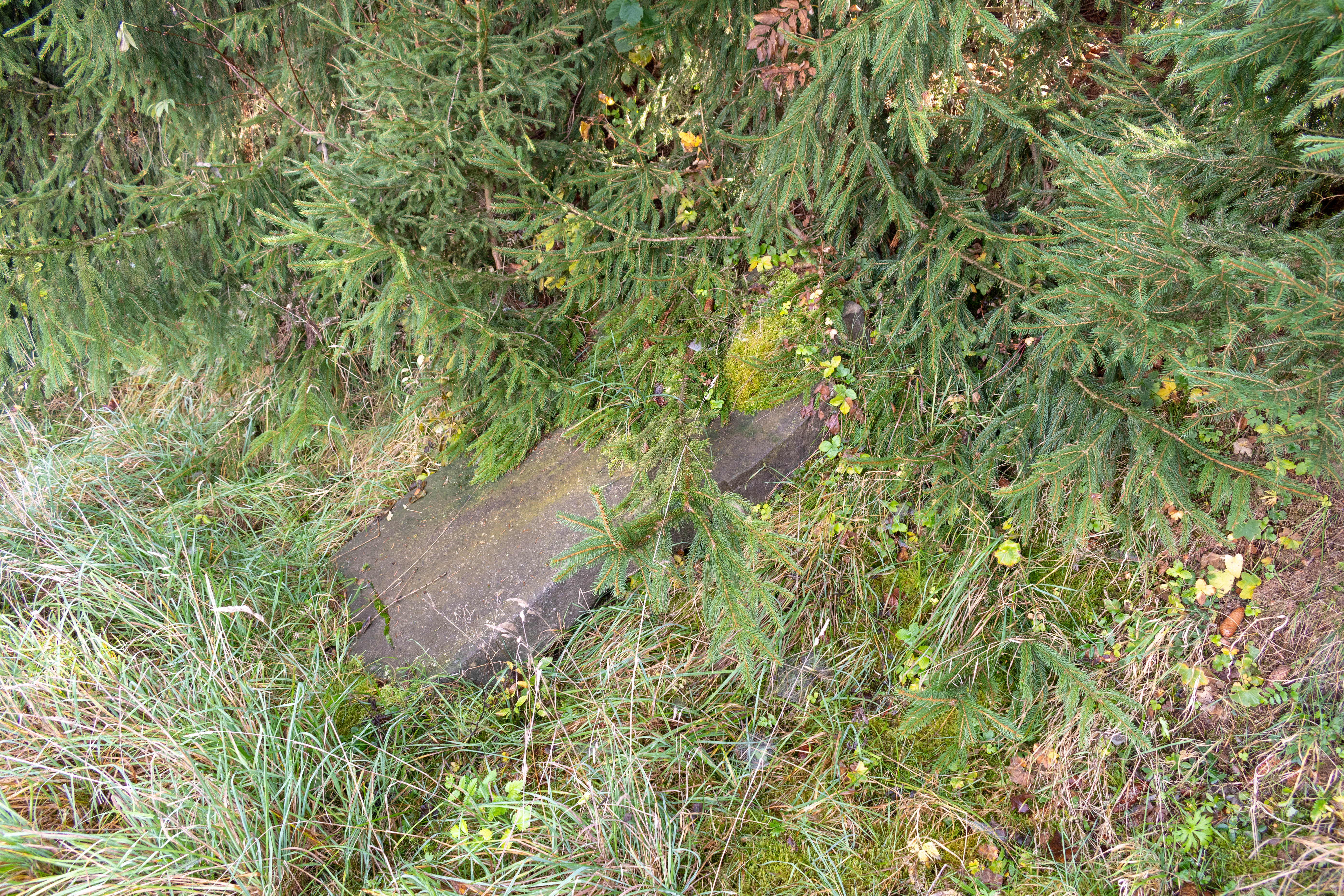
Povalené zastavení